# Sant Esteve de Guils

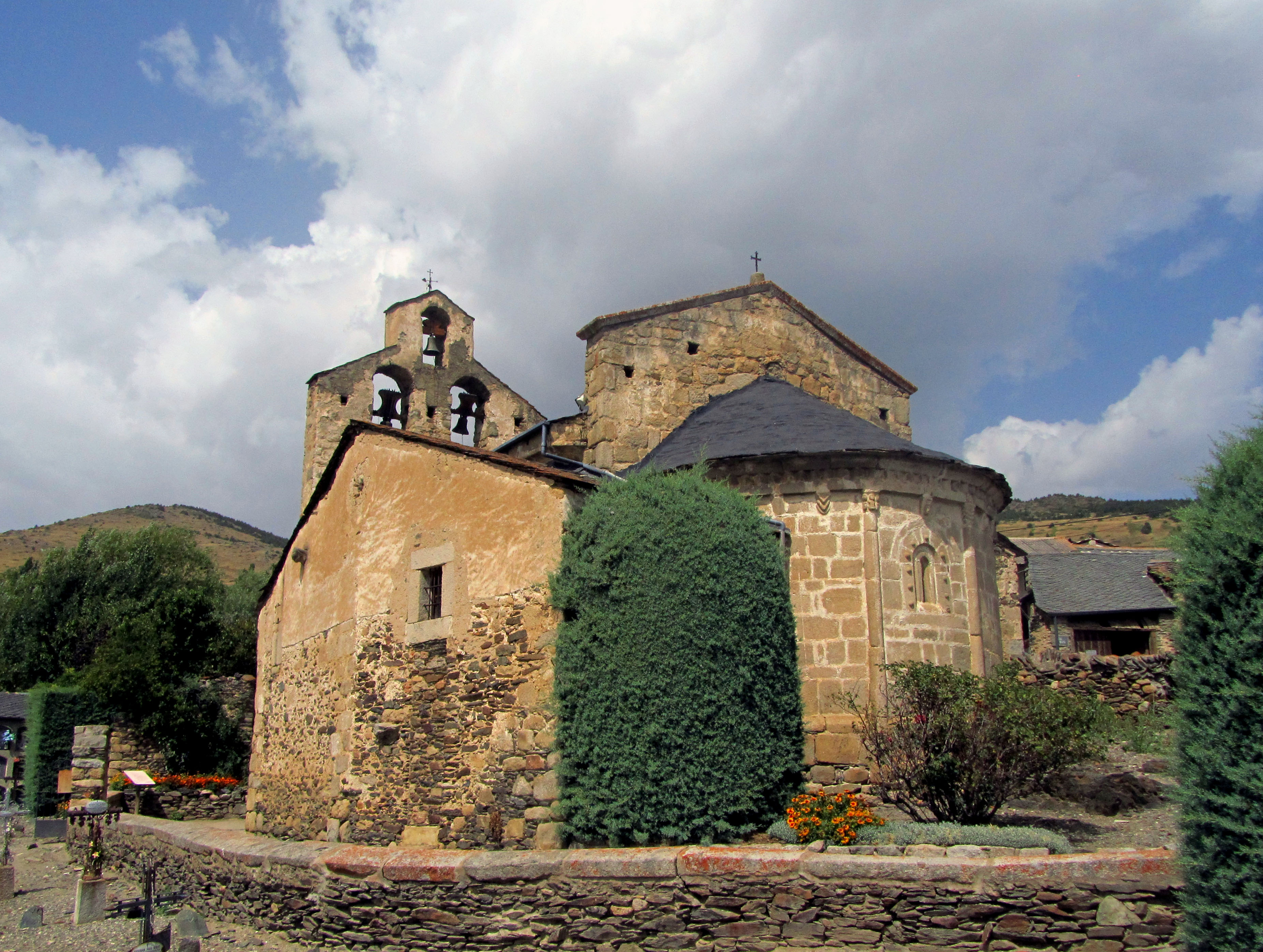
Vista des de l'absis.

Sant Esteve de Guils, és l'església parroquial del poble i municipi de Guils de Cerdanya, a la comarca catalana de la Baixa Cerdanya, inclosa en l'Inventari del Patrimoni Arquitectònic de Catalunya.
L'any 2020 va ser declarada Bé Cultural d'Interès Nacional, en la categoria de Monument Històric.

## Història
L'any 1042 va ser consagrada l'església de Sant Esteve per Guillem Guifré bisbe d'Urgell. Pertanyia l'any 1163 al monestir de Sant Martí del Canigó, segons una butlla d'Alexandre III. Un segle més tard de la consagració de l'any 1042, va deure tornar-se a edificar un temple, que és l'actual del segle xii.

## Edifici
És de planta rectangular amb absis semicircular i coberta amb volta de canó apuntada, més pronunciada a la part de la nau. L'absis té dues finestres, una al centre i l'altra al sud-oest, aquesta dona a la sagristia, construïda posteriorment, així com les dues capelles laterals.

## Exterior

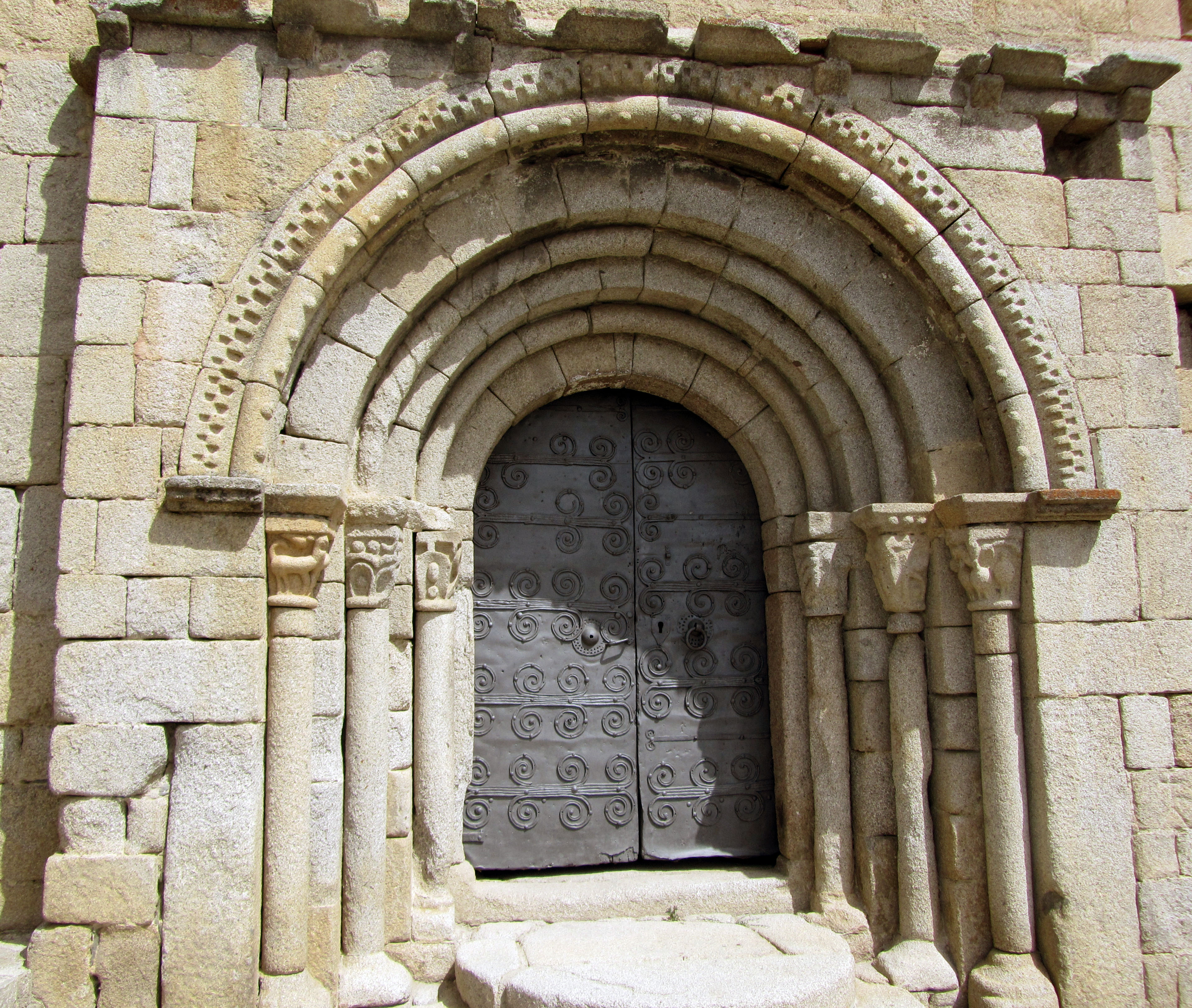
Porta de la façana de mig dia.

L'absis està ornamentat amb un fris de dents de serra, sostingut per mènsules intercalades entre mitges columnes adossades (lesenes) des de la base de l'absis fins al fris. La decoració dels capitells de les mitges columnes són rudimentaris, a la columna de la dreta s'hi veuen tres ondulacions com onades d'aigua i el de l'esquerra presenta quatre petits caps i una figureta arronsada ensenyant les natges, aquest motiu és força divulgat en altres esglésies com la de Santa Cecília de Bolvir. La finestra té una arquivolta de dovelles i decorada amb mitges boles.
A la façana de l'oest es troba el campanar de cadireta de dos pisos, al primer té dos grans finestrals i en el segon un de més petit.
La porta és de quatre arquivoltes de base rectangular i tres parells de columnes, totes amb capitells profusament llaurats amb representacions zoomòrfiques. L'arc frontal primer, té una sanefa escacada i un gruixut bordó amb boles en la seva aresta. El capitell central de l'esquerra està repetit el mateix tema que es troba en el capitell de l'església de Santa Maria de Cap d'Aran de Tredòs.
L'any 1936 desaparegué una talla de Mare de Déu romànica que es conservava a aquesta església, de 71 cm d'alçada. Se sap de la seva existència gràcies a una fotografia antiga de l'Arxiu Mas, que mostra una Mare de Déu vestida amb túnica i mantell, entronitzada amb el Fill (a qui li manca el cap) assegut al genoll esquerre. Aquest beneeix amb la mà dreta, mentre que amb l'esquerra sosté el Llibre.
El tron podria haver contingut relíquies dins una caixa (J. Martí, 1927, pàg. 25).
Font: Catalunya Romànica, volum VII, "Cerdanya i Conflent", pàgs. 151-152.